# Bejucal de Ocampo
Bejucal de Ocampo là một đô thị thuộc bang Chiapas, México. Năm 2005, dân số của đô thị này là 6612 người.